# Paolo Maspero
Paolo Maspero   (Morosolo, 1811 - Milà, 2 de juliol de 1896) fou un metge i literat italià. Va participar en els Cinc dies de Milà, fugint després a França. Se'l recorda especialment per les seves traduccions d'obres gregues, entre elles la de l'Odissea (del 1845) i les de Racine i Boileau.
Des del 1841 fou el metge que atengué a Cristina Trivulzio de Belgiojoso, i va aconseguir de reduir la freqüència i la intensitat de les seves crisis epilèptiques. Hi mantingué una extensa correspondència epistolari li dedicà la seva traducció de l'Odissea. Personalitat il·luminada, Paolo Maspero fou el primer en tractar l'epilèpsia de forma científica i lliure de prejudicis, publicant en el 1858 el tractat De l'epilèpsia i del seu millor mode de guarir-la (Dell'epilessia e del suo miglior modo di curarla).